# بمباران آتش‌زا

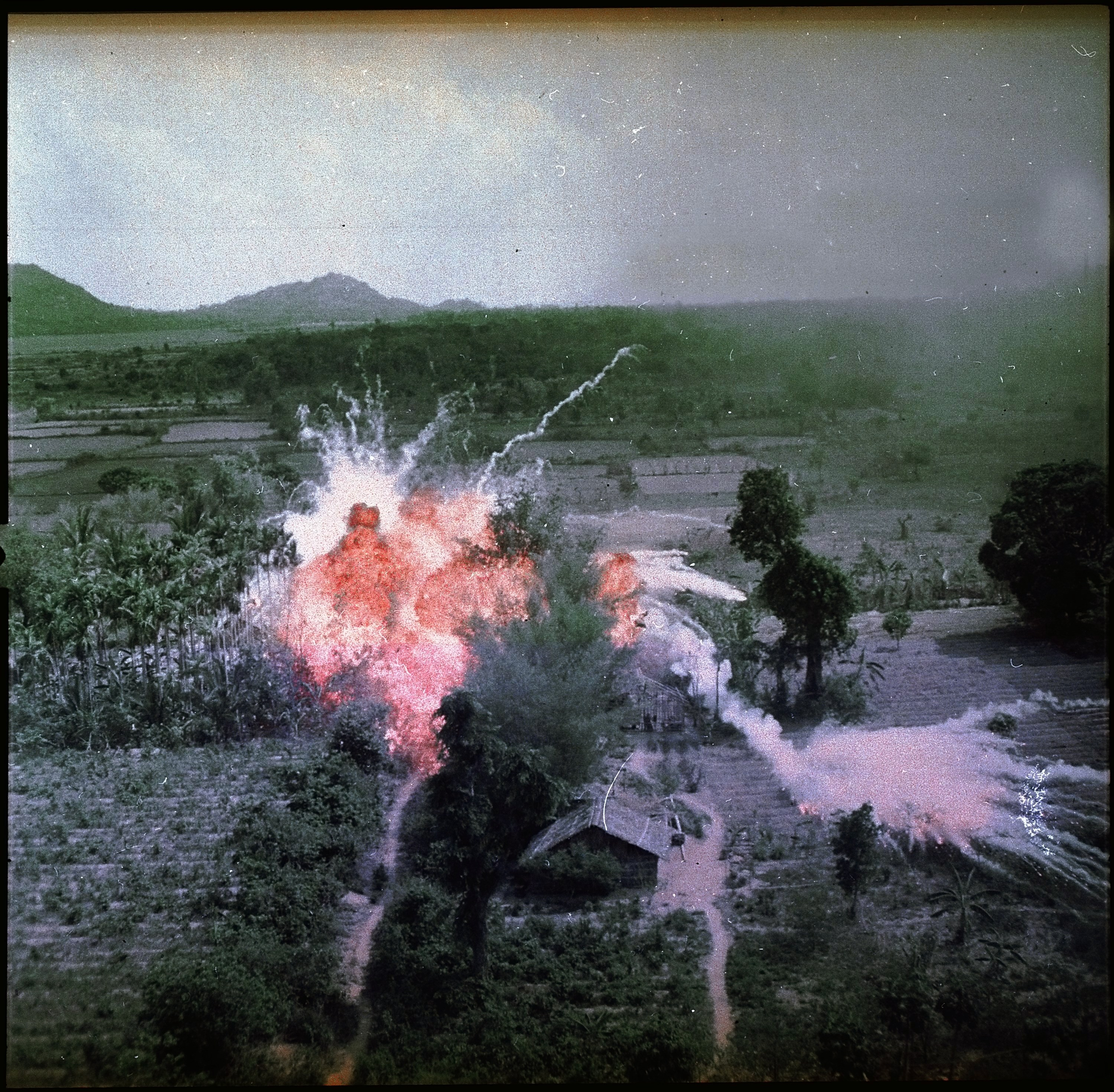
بمباران آتش زا

بمباران آتش‌زا (انگلیسی: Firebombing) یک روش استفاده از بمب است که برای آسیب رساندن به یک هدف، به‌طور کلی یک منطقه شهری، از طریق استفاده از آتش، ناشی از تسلیحات آتش‌زا، به جای اثر انفجار بمب‌های بزرگ، طراحی شده‌است.